# Salto (1859)
El Salto fue un buque de vapor que sirvió en la escuadra de la Confederación Argentina en su guerra contra el Estado de Buenos Aires y brevemente en la Armada Argentina al finalizar el conflicto civil. Protagonizó un grave incidente con el gobierno del Uruguay durante la guerra civil en ese país.

## Historia
Fue adquirido en Montevideo para integrar la escuadra nacional que al mando de Mariano Cordero se armaba en ese puerto para luchar en la Guerra entre la Confederación Argentina y el Estado de Buenos Aires. 
Con casco de hierro dulce y aparejo de pailebot, tenía 28 m de eslora, 5,5 m de manga, 4 m de puntal, un calado de 1,85 m y 118 t de desplazamiento. 
Una máquina de vapor oscilante con una potencia de 40 HP, alimentada por dos calderas, le permitía alcanzar una velocidad de 8 nudos. Sus carboneras tenían una capacidad de 26 t de combustible que le garantizaban una autonomía de 780 millas.
Tras montarse un cañón de a 32 en crujía y 4 de a 18, por sus condiciones fue elegido buque insignia de la escuadrilla.

### Combate de Martín García
Al mando directo de Santiago Baudrix el 14 de octubre de 1859 encabezó la escuadra nacional que al mando de Mariano Cordero enfrentaba el paso de la isla de Martín García, dominada por Buenos Aires. La seguían los vapores Hércules (Bartolomé Cordero, 5 cañones de avancarga de a 32), Pampero (Santiago Maurice]], 11 cañones) y Menay (Julio Fonrouge), la barca Concepción (Augusto Liliedal) y la goleta Argos (Dionisio Invierno), estos dos últimos remolcados por los vapores.
Mientras el Salto con la Concepción a remolque y el Hércules enfrentaban las baterías de la isla al mando del coronel Martín Arenas, los restantes buques se dirigieron contra las naves enemigas, los patachos San Nicolás (Mariano Clavelli, 1 cañón de a 12) y Yeruá (ex Rápido) (José María Manzano, 5 cañones) y el recuperado pontón Castelli (Plácido Goldriz, 14 cañones).
En el breve combate que siguió, ya próximos a salir de la línea de fuego, una bala cortó el remolque de la Concepción, que consiguió ser recuperada por el Hércules. El Salto perdió un palo y sufrió bajas, entre ellas el capitán Enrique Victorica, ayudante de órdenes de Mariano Cordero, quien resultó herido.

### Catorce de Octubre
Arribado a Rosario desembarcó el armamento y siguió a Paraná, donde fondeó. Su actuación en batalla motivó su cambio de nombre por el de 14 de Octubre.
Formó parte de la escuadra al comando de Luis Cabassa en la Acción naval de San Nicolás de los Arroyos (1859) contra la escuadra porteña al mando de Antonio Susini que en la noche del 25 de octubre cubría el embarque de las tropas de Bartolomé Mitre derrotadas en la batalla de Cepeda.
Tras hora y media de fuego, Mitre ordenó pasar al abordaje aprovechando las tropas ya embarcadas pero una fuerte tormenta impidió la operación y finalizadas las tareas de evacuación la escuadra porteña inició la retirada hacia Martín García.

### Últimos años
Tras la batalla de Pavón un decreto del 23 de diciembre de 1859 dispuso el desarme de la escuadra pero al reunificarse las fuerzas navales enfrentadas, el 14 de Octubre fue incorporado a la Armada aunque recuperando su antiguo nombre Salto.
El 19 de mayo de 1860 se dispuso su arriendo por razones presupuestarias y el 19 de octubre se acordó a la firma Bernal y Cárrega.
A comienzos de 1862 regresó al servicio al mando del teniente marina Martín Calvo pero pasó a situación de desarme al mando del capitán Constantino Jorge solo para ser arrendado nuevamente a Bernal y Cárrega con subsidio del gobierno oriental y al mando de Simón Fidanza destinado al tráfico en el Río Uruguay.

### Incidente del Salto
Al mando del capitán Ceppi, segundo de Fidanza, arribó el 31 de mayo de 1863 al puerto de Fray Bentos. Allí, dos oficiales uruguayos pasajeros del buque denunciaron al comandante Juan José Erausquin del buque de guerra oriental Villa del Salto, anclado en el puerto de Fray Bentos, que el Salto había embarcado de una ballenera ya de noche y lejos de la costa argentina sables, monturas y municiones. 
Erausquin tenía denuncias de que fuerzas de Venancio Flores debían venir al puerto de Fray Bentos que estaba inerme y que allí tomarían del vapor Salto armas monturas y ropas que les venían de Buenos Aires. Confirmando sus noticias, fuerzas de Flores aparecieron en efecto en las inmediaciones del puerto de Fray Bentos, por lo que abordó el Salto en la madrugada del 1 de junio.
El capitán Ceppi manifestó no tener a bordo artículos de guerra, por lo que Erausquin hizo registrar el buque encontrando "doscientos sables sueltos y el resto del armamento, las monturas y las ropas, acondicionado todo en pequeños volúmenes que no son de uso en el comercio y que por sus dimensiones eran a propósito para ser conducidos á caballo", de los que afirmó ser propietario el comerciante Melchor Beláustegui.
El comandante del Villa del Salto volvió a interrogar a Ceppi y a Beláustegui preguntándoles por las municiones y ante la negativa continuó el registro hasta encontrar cuatro cajas de municiones en el compartimiento de la letrina.
La carga iba rotulada para puertos entrerrianos y Belaustegui declaró que estaban destinadas a las Capitanías de Puerto argentinas y que habían sido escondidas por temor a que "muy bien podían algunas fuerzas invasoras sorprender la costa y apoderarse de esas armas". Ni el comerciante ni Ceppi presentaban documentación respaldatoria alguna y si bien el oficial uruguayo Estoll confirmó los dichos de Beláustegui y se presentó "un señor Victorica que dijo ser capitán del Puerto de la Concordia el cual manifestó que los cuatro dichos cajones eran propiedad del Gobierno argentino é iban destinados á los puertos que sus rótulos indicaban" el comandante del Villa del Salto detuvo al buque, incautó la carga como contrabando de guerra y como respuesta a las protestas de su capitán procedió a su detención, conduciendo buque, carga y tripulación a Montevideo.

#### Conflicto diplomático
El 7 de junio Andrés Lamas, a cargo de la "misión confidencial en la República Argentina", notificó oficialmente lo sucedido al canciller argentino Rufino de Elizalde solicitando una reunión. Sin conceder la conferencia pedida, Elizalde respondió el 8 de junio directamente al canciller oriental Juan José de Herrera considerando el hecho como un "atentado escandaloso", protestando por "la violencia contraria a todo derecho ejercida por el vapor de guerra oriental contra un paquete comercial argentino" y solicitando "una pronta y solemne reparación para vindicar el ultraje, castigar el delito que resulte, y acordar las indemnizaciones debidas".
El 11 se efectuó finalmente la reunión entre Elizalde y Lamas y cuando el agente oriental consideraba en vías de superarse el incidente, el día 12 recibió lo que calificaría de "áspero ultimatum". El gobierno argentino le comunicaba "la reparación que el Gobierno Argentino tiene el derecho de exigir por la violencia egercida contra el vapor paquete Argentino Salto". Se exigía una condena oficial del Gobierno Oriental, la destitución y enjuiciamiento del comandante Erausquin, la devolución del vapor y la carga, el desagravio del pabellón Argentino con una salva de 21 cañonazos por el vapor Villa del Salto en el mismo puerto de Fray Bentos, que sería devuelto por un vapor de guerra argentino, la libertad de los detenidos y pago de daños y perjuicios.
Lamas adujo que se había tratado de un contrabando de aduana por lo que sus infractores quedaban sujetos a los tribunales locales y que no podía sancionarse al comandante sin previo juicio. Respecto de los cajones de municiones manifestaba que habían sido devueltos, aceptaba que pese a la falta de documentación pudieran ser pertenencia del gobierno y que se habían trasladado a Montevideo por razones de seguridad.
Insistía en que no había habido ofensa alguna al pabellón y proponía el arbitraje de un gobierno amigo de ambas naciones, incluyendo en esa lista a los gobiernos de Gran Bretaña, Francia, Brasil, España, Italia, Portugal y Bélgica.
Elizalde rechazó el 15 de junio afirmando que de no recibirse satisfacción "tendría el pesar de verse obligado a tomar medidas coercitivas para vindicar el ultraje recibido". El canciller afirmaba que "se ha cometido el atentado de sacarse de un buque argentino en un puerto de escala pertrechos de guerra del Gobierno Argentino que iban por territorio fluvial argentino á puertos argentinos y con destino al servicio público de la República" e insistía en que dado que "Se ha violado el territorio fluvial de la República Argentina, se ha inferido una grave injuria á su pabellón".
Elizalde suponía que el buque había sido detenido en aguas argentinas y camino a Montevideo había nuevamente ingresado en aguas jurisdiccionales: "Si un buque argentino en territorio argentino es conducido preso con su pabellón arriado por un buque de guerra de otra nación, se infiere un ultraje manifiesto que exije la reparación pedida. (...) La detención del buque podría ser materia de un juicio y declarada su injusticia tendría su reparación diversa de la que demanda la ofensa de bandera como sostiene el Sr Lamas si no hubiese mediado para la detención la violación del territorio fluvial Argentino", y que "la ofensa al pabellón son claras y evidentes pues no es lícito transitar por el territorio de un país llevando presas sus propiedades y arriado su pabellón".
Respecto del contrabando de Aduana afirmaba que no era tal "porque las cosas no iban á Fray Bentos sino al Salto y no se había tentado introducirlas por este puerto de contrabando".
Reclamaba que "Se ha reducido á dura prisión con grillos á ciudadanos argentinos y gente de la tripulación sacados del vapor Salto y se han tomado artículos de comercio lícito bajo pretestos frivolos".
Afirmaba que "el juicio del comandante del vapor Villa del Salto es para la imposición de la pena que merezca porque su culpa es fuera de cuestión y el Gobierno Argentino no admite ni por un momento que se le repute inocente, razón por la cual pide desde ya su destitución porque la destitución de un gefe militar es un acto administrativo que no importa juzgar ni prejuzgar".
Respecto de los particulares afectados por la incautación, reconocía que por regla general debían sujetarse a los tribunales orientales, pero manifestaba que habiéndose "las personas y las cosas tomadas y llevadas violando el territorio Argentino deben ser entregadas inmediatamente y puestas en libertad sin juicio prévio y por un acto administrativo por que la violación notoria del territorio fluvial basta para esto haciendo innecesario é inadmisible el juicio".
El 18 de junio Lamas daba a Elizalde detalles de lo sucedido, aclarando que no había tenido lugar en aguas argentinas ni se había tratado siquiera de un ejercicio del derecho de abordada en aguas compartidas sino que se había producido en puerto uruguayo. Respecto del posterior ingreso en aguas jurisdiccionales argentinas camino a Montevideo aducía que "La presa hecha fuera de las aguas territoriales de la nación cuya bandera llevaba el buque apresado no solo puede atravesar esas aguas sin que esto produzca el más leve agravio sino que lo que es más puede ser conducida y fondeada en los puertos de esa misma nación. Por esos hechos no se lastima ni la inmunidad del territorio ni el respeto de la bandera territorial".
El 19 Lamas manifestó a Elizalde esperar nuevas instrucciones de Montevideo pero el 20 y 21 faltaron los vapores de la carrera habitual entre Buenos Aires y Montevideo.
Los aprestos militares en Buenos Aires para respaldar el reclamo se aceleraron y el 20 de junio Lamas envió un nuevo informe a Herrera comunicando que "La escuadra que aparejaron para apoyarlas y que se compone de tres vapores y del San Juan Bautista zarpó ya de este puerto dicen que con rumbo á Martin García".
Ese mismo día se expidió en Montevideo una Comisión de juristas constituida el 17 de junio, integrada por Eduardo Acevedo, Joaquín Requena, Florentino Castellanos, Antonio Rodríguez Caballero, Vicente Fidel López, Manuel Herrera y Obes y Jaime Estrazulas, que convalidó el proceder de las autoridades portuarias orientales.
La comunicación entre ambas bandas del Plata aún no se había restablecido.
El 21 de junio Herrera a Lamas aprobando su conducta, comunicándole la opinión de la Comisión y manifestándole que "en cuanto á los medios de arribar á un arreglo de la cuestión que nos ocupa, después de la soltura espontánea del vapor Salto, después de haber puesto á disposición del Gobierno Argentino la parte de la carga que este vapor llevaba de su propiedad, después de estar como están en libertad los individuos complicados, después de estar comprada por el Gobierno la carga particular que el mismo vapor llevaba y renunciada toda ulterioridad por parte de sus dueños, me parece difícil que subsista motivo de queja fundada de parte del Gobierno Argentino. Queda simplemente lo que ahí llaman ultraje á la bandera Argentina. A este respecto el Gobierno no quiere ni manifestar opinión, ahí está el derecho de gentes, ahí están los hechos. Lo que de ellos resulte ya sea después de una detenida discusión ya sea por un arbitraje el Gobierno Oriental repito que estará siempre dispuesto á acatarlo. En este terreno doy á Vd Sr Lamas amplia facultad para proponer un medio de arreglo aunque reconozco difícil que ese Gobierno se preste á arreglo alguno pues parece no ser tal cosa lo que busca."

#### Ruptura
En la tarde del 22 de junio Lamas recibió una nota de Elizalde firmada el día 20 en la cual le informaba que falto de respuesta, a futuro se entendería directamente con el gobierno de Montevideo. 
Para esos momentos, Lamas ya tenía noticias de que la escuadra argentina había apresado frente a la isla Martín García al vapor de guerra oriental General Artigas y requirió a Elizalde que aclarara si se trataba de un hecho relacionado con el incidente del Salto y si lo era, si eran esperables nuevas represalias.
Elizalde respondió "que por ahora y confiando en que la razón y los sanos principios de una política justa y elevada han de prevalecer en los consejos del Gobierno Oriental, se limitará á la detención ordenada del vapor de guerra oriental General Artigas frente a Martín García en uso de las medidas coercitivas que anunció al Sr Ajente Confidencial que tomaría en caso que no obtuviera una pronta y justa reparación. Pero si desgraciadamente no recibiese contestación en el término de cuarenta y ocho horas contadas desde que se reciba la nota que pasa directamente al Gobierno Oriental se verá en la penosa necesidad de tomar las medidas requeridas para obtener la reparación que ha exijido".
En efecto, tras la captura del vapor de guerra oriental se había despachado a Montevideo una ballenera con la noticia y el ultimátum citado. En la mañana del 23 se conoció el hecho en Montevideo y el presidente Berro convocó a un consejo de Ministros Juan José de Herrera, Silvestre Sienra, Luis de Herrera y Juan I. Blanco, que consideró "que tal acto injustificable constituye un atentado contra los derechos y la dignidad de la bandera nacional" y dispuso "que queden interrumpidos mientras no se repongan las cosas al estado que tenían antes del expresado hecho las relaciones oficiales entre el gobierno de la república y el de la Confederación Argentina".
Simultáneamente un grupo de manifestantes rompió a pedradas los vidrios del Consulado Argentino para obligar a su titular MacKinlay a retirar el escudo de su nación. El canciller Herrera lamentó el agravio a la enseña "que lejos de exitar odio y rencores, debe despertar sentimientos de amor y fraternidad en este pueblo" comprometiéndose a detener a los responsables.

#### Protocolo de acuerdo
Mientras, sin conocimiento del Acuerdo suspendiendo relaciones, Lamas negociaba de acuerdo a sus instrucciones anteriores las bases de un acuerdo proponiendo la formación de una Comisión de jurisconsultos de ambos países y proponía "En cuanto á los Pabellones Nacionales, alzada la detención del vapor oriental General Artigas y en testimonio de que en la detención del vapor arjentino Salto por la marina Oriental y en la del vapor oriental General Artigas por la marina Arjentina no ha habido ni podido haber la intención de hacer ofensa á los pabellones de los buques detenidos, los pabellones de la República Arjenlina y de la República Oriental del Uruguay serán reciproca y simultáneamente saludados frente á la Isla de Martin García con una salva de 21 cañonazos tiro por tiro por el vapor que lleva la insignia del Comandante en Gefe de la Escuadra Arjentina y por el vapor Oriental General Artigas".
Las bases fueron entregadas al gobierno argentino en la noche del 22 y aceptadas el 23 de junio. Lamas despachó con urgencia una ballenera y las noticias llegaron a su gobierno en la mañana del 24, el cual respondió aceptando las bases y enviando por si era útil una comunicación del encargado de negocios de Italia Barbolani ofreciendo su mediación.
Recién el 25 de junio por intermedio del vapor Menay Lamas tuvo noticias del Acuerdo de ruptura, por lo que suspendió toda diligencia respecto del acuerdo. Al mediodía del 26 llegó la aceptación de las bases que Lamas trasladó de inmediato a Elizalde. Respecto de la nueva situación planteada por el ataque al consulado, Herrera manifestaba que "el Sr. Presidente de la República condena espresa y altamente aquellas demostraciones en nombre de la cultura del pueblo Oriental y del honor de su Gobierno y considerándolas como un desacato que ofende su dignidad y la del país manda proceder á las dilijencias necesarias para conocer á sus autores y entregarlos á la justicia que debe castigarlos. Por encargo especial de mi Gobierno pido al de la República Arjentina que al aceptar la manifestación que acabo de tener el honor de hacerle acepte con ella la seguridad de que el símbolo de la nacionalidad Arjentina estará siempre rodeado en la sociedad Oriental aún en el caso del más formal rompimiento entre los dos Gobiernos no solo del respeto que es debido á los símbolos nacionales sino también del fraternal respeto que tributamos al pueblo Arjentino y las glorias que su escudo nacional representa y que consideramos como blasón de una misma familia".
En la tarde del 29 se firmó un protocolo. Respecto del comandante del Villa del Salto, se aceptó su destitución ad referendum de su enjuiciamiento por un tribunal oriental.
El 30 de junio una nota personal de Herrera a Lamas manifestaba que "Buenos Aires haciendo lo que ha hecho, ha conseguido cerrarnos el Uruguay, vale decir, imposibilitar nuestra vigilancia sobre nuestras costas, que él mismo nos ha dicho antes de ahora, y cuando le decíamos que prohibiese las expediciones, que a nosotros y no a ellos correspondía establecer vigilancia. Es lo que está pasando: un acto de guerra, un acto desvergonzado de cooperación a la invasión, fuera de lo que ello tiene de escandaloso en cuanto a nuestra bandera".
El 4 de julio Herrera aceptó las bases del protocolo pero objetó el relativo a la destitución aún condicional del comandante del Villa del Salto reemplazándola por suspensión, retirar del acuerdo definitivo las protestas de neutralidad del ministro argentino para no convalidarlas y las salvas simultáneas. 
El 10 de julio Lamas respondió que toda enmienda era ya imposible, reemplazándola por una nota en la cual expresaba que "la destitución condicional no es más que la suspensión para que el susodicho comandante pueda estar á derecho ante el Tribunal que haya de juzgarlo", que "El Ajente Oriental no ha discutido la detención del vapor de la marina Oriental General Artigas por que su silencio sobre este punto era un homenaje á la paz y mi medio de apartar dificultades que sinceramente deseaba evitar" y que "El respetuoso silencio con que recibió el Ajente Oriental la declaración relativa á la neutralidad Argentina no importa la desistencia de las reclamaciones ya iniciadas ó de las que sea conveniente deducir por hechos que hayan tenido tengan ó puedan tener lugar y que al Gobierno Oriental no le parezcan ajustados á los deberes que impone la política adoptada por el Gobieruo Argentino y á los oficios de amistad y buena vecindad entre las dos Repúblicas"
El 10 de julio fueron aceptadas las notas de Lamas por el gobierno argentino y el 13 de julio un nuevo Acuerdo del gobierno uruguayo restablecía las relaciones y quedaban así "concluidas las dificultades que desgraciadamente habían surgido, y restablecidas las relaciones de perfecta amistad entre ambos gobiernos".
Sin embargo a fines de julio un nuevo incidente provocado por la intercepción en Fray Bentos de una columna de revolucionarios colorados al mando del teniente coronel Atanasildo Saldaña portando dos pequeños cañones y fusiles del Batallón Nª 2 de Línea de Buenos Aires, y trasladados desde esa ciudad a bordo del pailebot Catalina y dos balleneras remolcadas por el vapor de guerra argentino Pampero al mando de Pedro J. Carrera, puso en evidencia, esta vez sin duda, la complicidad de los mitristas con la causa de Flores.

### Últimos registros
Tras los sucesos el Salto volvió a la órbita de la Armada. A fines de 1863 Calvo se hizo cargo brevemente del mando, que a comienzos de 1864 entregó al capitán José Folgueras. A mediados de ese año fue arrendado nuevamente a Bernal y Cárrega y al mando de Simón Fidanza se dedicó esta vez al tráfico comercial entre Paraná y Asunción del Paraguay.
Un informe de Bernal y Cárrega del 3 de junio de 1865 indicaba que el Salto fue confiscado en Asunción, desalojada su tripulación e izada la bandera paraguaya, razón por la que la compañía devolvía el contrato de arrendamiento.